# Ellie Greenwich
Ellie Greenwich, född 23 oktober 1940 i Brooklyn, New York, död 26 augusti 2009 i Manhattan, New York, var en amerikansk låtskrivare, sångare, producent och musiker. Hon var främst känd som låtskrivare tillsammans med Jeff Barry som hon också under en tid var gift med. Hon samarbetade också med Phil Spector.
Bland de låtar Greenwich varit med och komponerat kan nämnas "Da Doo Ron Ron" (The Crystals), "Be My Baby" (The Ronettes), "I Can Hear Music" (The Ronettes och The Beach Boys), "Do Wah Diddy Diddy" (Manfred Mann), "Leader of the Pack" (The Shangri-Las) och "River Deep – Mountain High" (Tina Turner). Hon producerade några av Neil Diamonds första inspelningar på 1960-talet och hjälpte honom i början av hans karriär.
Greenwich tilldelades postumt tillsammans med Jeff Berry Ahmet Ertegun Award av Rock and Roll Hall of Fame 2009.